# فينتشنزو بالومبو
فينتشنزو بالومبو (بالإيطالية: Vincenzo Palumbo)‏ هو لاعب كرة قدم إيطالي في مركز الهجوم، ولد في 17 مايو 1974 في هايلبرون في ألمانيا. لعب مع أولبيا كالسيو 1905 وشتوتغارت كيكرز ونادي إمبولي ونادي بازل ونادي باليرمو ونادي بيزا ونادي بيسكارا ونادي سيرفيت ونادي شافهاوزن ونادي شينوا.

## وصلات خارجية
- فينتشنزو بالومبو على موقع قاعدة بيانات كرة القدم.إي يو (الإنجليزية)
- فينتشنزو بالومبو على موقع بيانات كرة القدم. دي إي (الألمانية)
- فينتشنزو بالومبو على موقع Soccerway.com (الإنجليزية)
- فينتشنزو بالومبو على موقع عالم كرة القدم.نت (الإنجليزية)